# 王泠
 王泠（1954年9月21日—），籍貫雲南，臺灣籃球教練、前運動員，場上位置為中鋒，畢業於中國文化學院體育系，為1970年國泰女籃招考的第一批球員，1981年高掛球衣轉任教練，1999年考進國立體育學院教練研究所曾重新穿上球衣。

## 外部連結
- 王泠在fiba.basketball（英语）
- 王泠在Eurobasket.com（教練）（英语）